# Pascal Boyer
Pascal Boyer – francuski antropolog kulturowy, reprezentant drugiej fali antropologii kognitywnej.
Pracownik Centre national de la recherche scientifique we Francji i Uniwersytetu Waszyngtona w St. Louis (Missouri), gdzie jest profesorem Indywidualnej i Kolektywnej Pamięci. Badania etnograficzne prowadził w Afryce.
Jego prace prowadzone są w ramach projektu Centrum Badań nad Umysłem, Mózgiem i Procesami uczenia, w ramach którego specjaliści prowadzą badania w zakresie kognitywizmu, badań neurologicznych, psychologii i antropologii. Pascal Boyer zajmuje się głównie zagadnieniami procesów poznawczych i przekazu kulturowego, a także rozwojem poznania, psychologią ewolucyjną i psychologią międzykulturową.
Do najważniejszych prac należą: The Naturalness of Religious Ideas: A Cognitive Theory of Religion (Berkeley 1994, University of California Press) i Tradition as Truth and Communication (Cambridge 1992, Cambridge University Press.)
Et l’homme crea les dieux... (I człowiek stworzył bogów...) to, wydana w 2001 roku, uznana praca o sposobach tworzenia wyobrażeń religijnych, przyczynach ich budowania i funkcjach w historii ludzkiego poznania. Wedle autora uniwersalność przedstawień i doświadczeń religijnych może być wytłumaczona dzięki rozpoznaniu procesów zachodzących w ludzkim mózgu. Pacal Boyer pomija modny paradygmat refleksji religioznawczej prezentowany przez takich myślicieli jak Mircea Eliade czy Joseph Campbell, którzy rozwijali swoje teorie w oparciu m.in. o prace neopsychoanalityka Gustava Junga (np. w oparciu o jego pojęcie archetypu). Zamiast tego odwołuje się bezpośrednio do ustaleń współczesnych badań antropologicznych, psychologii poznawczej (kognitywistyki), psychologii ewolucyjnej i psychologii międzykulturowej oraz komunikacji społecznej. Nie wpisuje się w postmodernistyczne kwestionowanie metafizyki. Analizuje religię jako formę kolektywnej pamięci.
Wiara w istoty nadprzyrodzone tłumaczona jest przez niego poprzez pojęcia kategorii ontologicznych i etykiet. Kategorie ontologiczne pozwalają na usystematyzowanie wiedzy o świecie w czasie, gdy umysł tę wiedzę nabywa. Istota nadprzyrodzona należy do kategorii ontologicznych osób, posiada psychikę. Ze względu na postrzegane nadprzyrodzone moce przypisane jej są etykiety, które nie pasują do kategorii osoby. Istota nadprzyrodzona postrzegana jest jako mająca dostęp do informacji „strategicznych”, wie wszystko o członkach zbiorowości. Ponieważ przestrzega tych samych zasad moralnych i za ich łamanie może karać, pozwala to na ograniczanie łamania zasad w społeczności.
Na angielskie tłumaczenie tej pracy (Religion Explained: The Evolutionary Origins of Religious Thought) powołują się w swoich publikacjach (z 2006 roku) brytyjski biolog ewolucyjny i popularyzator nauki Richard Dawkins (książka Bóg urojony) oraz amerykański filozof kognitywista Daniel Dennett (Odczarowanie. Religia jako zjawisko naturalne).

## Tłumaczenia na język polski
I człowiek stworzył bogów... Jak powstała religia?, Warszawa 2005, Wyd. Prószyński i S-ka, s. 352, ISBN 83-7337-985-1 (Et l’homme crea les dieux. Comment expliquer la religion 2001, tłum. na ang.: Religion Explained: The Evolutionary Origins of Religious Thought)